# میرکا فرانسیا
میرکا فرانسیا (انگلیسی: Mirka Francia؛ زادهٔ ۱۴ فوریهٔ ۱۹۷۵) بازیکن والیبال اهل کوبا بود.
از باشگاه‌هایی که در آن بازی کرده‌است می‌توان به باشگاه والیبال اجزاجی‌باشی اشاره کرد.